# Miroslav Sić
Miroslav Sić (Srijemska Kamenica, 15. studenog 1932.) hrvatski je geograf i sveučilišni profesor. Njegov znanstveni rad poglavito se bavi prometnom i ekonomskom geografijom, a doprinijeo je u znatnoj mjeri razumijevanju prometne strukture i razvoja Hrvatske te bio suautor srednjoškolskih udžbenika iz geografije.
Član je Europskog udruženja regionalnih znanosti i dobitnik priznanja Društva prometnih inženjera i tehničara Hrvatske, diplome Republičke zajednice za znanstveni rad SR Hrvatske te zahvalnice Pedagoškog fakulteta u Mostaru.

## Životopis
Sić je rođen 15. studenog 1932. godine u Srijemskoj Kamenici, u Dunavskoj banovini (današnjoj Vojvodini). U rodnom mjestu završio je osnovnu školu, nakon čega je u Zagrebu upisao i 1951. maturirao gimnaziju. Završetkom gimnazije upisao je Prirodoslovno-matematički fakultet u Zagrebu, gdje je diplomirao geografiju 1955. godine s temom Petrovaradin.
Nedugo nakon diplomiranja, 1958., zapošljava se u Konzervatorskom zavodu u Zagrebu na Odjelu za zaštitu prirode, a zatim u listopadu iste godine kao asistent u Geografskom zavodu svojega fakulteta. Magistarski rad s temom Agrarna naselja Srednje Posavine u Hrvatskoj obranio je 1965. godine, a 1974. obranio je doktorski rad Bosutska nizina – prilog poznavanju regionalne geografije Istočne Hrvatske. Iste je godine izabran u zvanje docenta, a od 1976. do 1979. obnašao je u dva mandata dužnost predsjednika Hrvatskog geografskog društva. Godine 1982. izabran je u zvanje izvanrednog profesora, a u tom je razdoblju dva puta (1977. i 1983.) bio na stručnom usavršavanju na Universite de Paris X u Nanterreu, gdje je poslije bio jednim od izvođača poslijediplomskog studija. Zatim je 1989. izabran i u zvanje redovnog profesora. Za svoga rada na Odsjeku otpočeo je izvođenje nekoliko predmeta kao što su Prometna geografija, Ekonomska geografija i Geografija Europe.
Godine 1990. postaje predstojnikom Zavoda za geografiju PMF-a (koju dužnost obnaša do 1994.) te glavnim urednikom Hrvatskog geografskog glasnika, na kojem je položaju ostao petnaest godina. Od 1994. do 1997. obnašao je i dužnost pročelnika Geografskog odsjeka. Tijekom svoga rada bio je gostujući predavač i na Agronomskom, Arhitektonskom i Građevinskom fakultetu te Pedagoškom fakultetu u Mostaru i Pomorskom fakultetu u Rijeci.
Godine 2002. bio je na PMF-u nositelj kolegija Prometna geografija, Ekonomska geografija i Geografija Europe, a na poslijediplomskom studiju kolegija Promet i organizacija prostora. Na Agronomskom fakultetu vodio je tada kolegij Elementi i dinamika krajobraza. Umirovio se 2003. godine.

## Knjige
- Geografija SR Hrvatske III: Istočna Hrvatska (1975.)
- Spomen zbornika o 30. obljetnici Geografskog društva Hrvatske 1947.–1977. (1980.)
- Vinkovačko-županjski kraj. Prilog poznavanju regionalne geografije Istočne Hrvatske (Hrvatsko geografsko društvo, 2022.)

## Vanjske poveznice
- Profil na CroRIS-u